# Breathless (The Corrs)
"Breathless" is een nummer van de Ierse band The Corrs. Het nummer werd uitgebracht op hun album In Blue uit 2000. Op 3 juli van dat jaar werd het nummer uitgebracht als de eerste single van het album.

## Achtergrond
"Breathless" is geschreven door de band in samenwerking met Robert Lange (onder de naam R.J. Lange) en geproduceerd door Lange. Zangeres Andrea Corr vertelde over de samenwerking met Lange: "We ontmoetten elkaar, en we vonden allebei het werk van de ander goed, dus wilden we een nummer samen schrijven. Dus dat is wat we deden, en het eerste nummer dat wij samen schreven was 'Breathless'. Het was een prachtige, zonnige dag toen we het schreven, en ik denk dat dat ook in het nummer verwerkt is, omdat het een grote impact heeft, en omdat het gedreven en zonnig en zomerachtig is, en omdat het een liefdeslied is. Het gaat over verleiding en hoe je, wanneer je verliefd wordt, die persoon verleidt om nog een stap verder te gaan. Het was leuk."
"Breathless" groeide uit tot de grootste hit van The Corrs. In Ierland, het thuisland van de groep, kwam de single tot de derde plaats in de hitlijsten, terwijl het in de UK Singles Chart hun eerste nummer 1-hit werd. Ook in Schotland en Tsjechië werd de single een nummer 1-hit. Daarnaast bereikte de single in onder meer Australië, Italië, Nieuw-Zeeland, Oostenrijk, Portugal, Roemenië, Spanje en Zweden de top 10. In de Verenigde Staten werd het hun enige top 40-hit in de Billboard Hot 100 met een 34e plaats als hoogste positie. In Nederland kwam de single tot plaats 21 in de Top 40 en plaats 17 in de Mega Top 100, terwijl ook in Vlaanderen de zeventiende plaats in de Ultratop 50 werd gehaald. In 2001 werd het nummer genomineerd voor een Grammy Award in de categorie Best Pop Performance by a Duo or Group with Vocals, maar verloor hierin van "Cousin Dupree" van Steely Dan.
De videoclip van "Breathless" werd op 24 mei 2000 opgenomen in de Mojavewoestijn, specifiek op Trona Airport. De clip is geregisseerd door Nigel Dick, een goede vriend van de band die eerder al verantwoordelijk was voor andere clips van The Corrs. In de clip is onder meer een Douglas DC-3 te zien.

## Hitnoteringen

### Nederlandse Top 40
| Hitnotering: 29-07-2000 t/m 07-10-2000 | Hitnotering: 29-07-2000 t/m 07-10-2000 | Hitnotering: 29-07-2000 t/m 07-10-2000 | Hitnotering: 29-07-2000 t/m 07-10-2000 | Hitnotering: 29-07-2000 t/m 07-10-2000 | Hitnotering: 29-07-2000 t/m 07-10-2000 | Hitnotering: 29-07-2000 t/m 07-10-2000 | Hitnotering: 29-07-2000 t/m 07-10-2000 | Hitnotering: 29-07-2000 t/m 07-10-2000 | Hitnotering: 29-07-2000 t/m 07-10-2000 | Hitnotering: 29-07-2000 t/m 07-10-2000 | Hitnotering: 29-07-2000 t/m 07-10-2000 | Hitnotering: 29-07-2000 t/m 07-10-2000 |
| Week                                   | 1                                      | 2                                      | 3                                      | 4                                      | 5                                      | 6                                      | 7                                      | 8                                      | 9                                      | 10                                     | 11                                     |                                        |
| -------------------------------------- | -------------------------------------- | -------------------------------------- | -------------------------------------- | -------------------------------------- | -------------------------------------- | -------------------------------------- | -------------------------------------- | -------------------------------------- | -------------------------------------- | -------------------------------------- | -------------------------------------- | -------------------------------------- |
| Nummer                                 | 34                                     | 26                                     | 26                                     | 22                                     | 21                                     | 23                                     | 22                                     | 21                                     | 26                                     | 26                                     | 40                                     | uit                                    |

### Mega Top 100
| Hitnotering: 08-07-2000 t/m 04-11-2000 | Hitnotering: 08-07-2000 t/m 04-11-2000 | Hitnotering: 08-07-2000 t/m 04-11-2000 | Hitnotering: 08-07-2000 t/m 04-11-2000 | Hitnotering: 08-07-2000 t/m 04-11-2000 | Hitnotering: 08-07-2000 t/m 04-11-2000 | Hitnotering: 08-07-2000 t/m 04-11-2000 | Hitnotering: 08-07-2000 t/m 04-11-2000 | Hitnotering: 08-07-2000 t/m 04-11-2000 | Hitnotering: 08-07-2000 t/m 04-11-2000 | Hitnotering: 08-07-2000 t/m 04-11-2000 | Hitnotering: 08-07-2000 t/m 04-11-2000 | Hitnotering: 08-07-2000 t/m 04-11-2000 | Hitnotering: 08-07-2000 t/m 04-11-2000 | Hitnotering: 08-07-2000 t/m 04-11-2000 | Hitnotering: 08-07-2000 t/m 04-11-2000 | Hitnotering: 08-07-2000 t/m 04-11-2000 | Hitnotering: 08-07-2000 t/m 04-11-2000 | Hitnotering: 08-07-2000 t/m 04-11-2000 | Hitnotering: 08-07-2000 t/m 04-11-2000 |
| Week                                   | 1                                      | 2                                      | 3                                      | 4                                      | 5                                      | 6                                      | 7                                      | 8                                      | 9                                      | 10                                     | 11                                     | 12                                     | 13                                     | 14                                     | 15                                     | 16                                     | 17                                     | 18                                     |                                        |
| -------------------------------------- | -------------------------------------- | -------------------------------------- | -------------------------------------- | -------------------------------------- | -------------------------------------- | -------------------------------------- | -------------------------------------- | -------------------------------------- | -------------------------------------- | -------------------------------------- | -------------------------------------- | -------------------------------------- | -------------------------------------- | -------------------------------------- | -------------------------------------- | -------------------------------------- | -------------------------------------- | -------------------------------------- | -------------------------------------- |
| Nummer                                 | 81                                     | 45                                     | 33                                     | 30                                     | 25                                     | 18                                     | 21                                     | 22                                     | 21                                     | 18                                     | 17                                     | 22                                     | 26                                     | 31                                     | 43                                     | 54                                     | 63                                     | 77                                     | uit                                    |

### NPO Radio 2 Top 2000
| Nummer met noteringen in de NPO Radio 2 Top 2000 | '09  | '10  | '11 | '12  |
| ------------------------------------------------ | ---- | ---- | --- | ---- |
| Breathless                                       | 1763 | 1956 | -   | 1876 |

1. ↑  Een '-' betekent dat het nummer niet was genoteerd en een vetgedrukt getal geeft de hoogste notering aan.
2. ↑  2009 was het eerste jaar met een notering voor dit nummer.
3. ↑  Deze tabel is bijgewerkt tot en met de laatste editie (2024).